# Joan Morera Altisent
Joan Morera Altisent   (Terrassa, 7 de gener de 1947 - Terrassa, 1 d'octubre de 2006) fou un jugador d'handbol català que va competir durant les dècades de 1960 i 1970.
Entre 1965 i 1968 jugà amb el Balonmano Granollers, amb qui guanyà les Lligues espanyoles de 1966, 1967 i 1968. El 1968 fitxà pel FC Barcelona, amb qui guanyà les lligues de 1969 i 1973. Fou 84 cops internacional amb la selecció espanyola i participà en els Jocs Olímpics de Múnic de 1972.